# Róger Gómez
Róger Gómez Tenorio (né le 7 février 1965 à Palmar Sur au Costa Rica) est un footballeur international costaricien, qui évoluait au poste de milieu de terrain, avant de devenir entraîneur.

## Biographie

### Carrière de joueur

#### Carrière en sélection
Avec l'équipe du Costa Rica, il joue 19 matchs (pour 4 buts inscrits) entre 1990 et 1992. Il figure notamment dans le groupe des sélectionnés lors de la Coupe du monde de 1990. Lors du mondial, il joue 3 matchs : contre l'Écosse, le Brésil et la Suède.
Il participe également à la Gold Cup de 1991.